# Roger Westling
Lars Roger Westling (Falun, 17 dicembre 1961) è un allenatore di sci nordico ed ex biatleta svedese.

## Biografia

### Carriera da atleta
In Coppa del Mondo ottenne l'unica vittoria, nonché primo risultato di rilievo il 20 dicembre 1986 a Hochfilzen.
In carriera prese parte a due edizioni dei Giochi olimpici invernali, Sarajevo 1984 (10° nella staffetta) e Calgary 1988 (54° nella sprint, non conclude l'individuale, 7° nella staffetta), e a tre dei Campionati mondiali (5° nella staffetta a Egg am Etzl/Ruhpolding 1985 e a Feistritz 1989 i migliori risultati).

### Carriera da allenatore
Dopo il ritiro divenne allenatore dei biatleti nei quadri della Nazionale di sci nordico della Svezia.

## Palmarès

### Coppa del Mondo
- 1 podio (individuale[1]):
  - 1 vittoria

#### Coppa del Mondo - vittorie
| Data             | Località   | Nazione | Spec. |
| ---------------- | ---------- | ------- | ----- |
| 20 dicembre 1986 | Hochfilzen | Austria | SP    |

Legenda:

SP = sprint